# Martha Corey
Martha Corey, död 1692, var en av de åtalade i häxprocessen i Salem. 
Hon var gift med bonden Giles Corey. Familjen var välbärgade och respekterade medlemmar av församlingen. 
Häxprocessen i Salem utbröt sedan ett antal flickor, Betty Parris, Abigail Williams, Ann Putnam, Mercy Lewis, Mary Walcott, och Elizabeth Hubbard, hade plågats av anfall. Parris och Williams anklagade sedan tre kvinnor: Tituba, Sarah Good och Sarah Osborne, för att ha förtrollat dem. 
Martha Corey beskrivs som from, men hon trodde inte på häxeri och hade öppet uttalat att hon trodde att de "förtrollade flickorna" bara var hysteriska barn, innan de utpekade även henne. 
Hon dömdes som skyldig och avrättades genom hängning. Hennes avrättning innebar en vändpunkt i häxprocessen på grund av hennes respekterade ställning: efter hennes växte häxprocessen till ett hundratal åtalade innan den upphörde. Bland dem som avrättades efter henne fanns hennes egen make.